# Čestibor
Čestibor (latinsky Zistibor) (9. století? – 859) byl lužickosrbský kníže se sídlem na hradě u Zhořelce v roce 856. Během své vlády byl vazalem franského krále Ludvíka Němce.

## Vládnutí
O Čestiborovi se ví jen velice málo. V roce 840, po smrti Čimislava v bitvě proti Frankům, se stal jeho nástupcem jako lužickosrbský kníže. V roce 851 probíhala válka mezi Srby a králem Ludvíkem, který území Lužických Srbů poplenil a Srby přinutil k vazalství. Kníže Čestibor se stal oddaným vazalem, který se snažil i ostatní kmeny Slovanů dostat pod nadvládu krále Ludvíka.
V roce 856 vedl Srby do boje proti kmeni Glomitů, které porazil a přinutil k německému vazalství. Během jeho vlády k němu uprchnul syn vévody Vistracha, vypuzen bratrem Slavitěchem z Vitorazského území, s centrem na hradišti Wiztrachi (civitas Wiztrachi). Čestibor ho odkázal k franskému králi Ludvíkovi, který ho opět jmenoval županem Vitorazského území a v roce 857 ho vyslal v čele vojska proti Slavitěchovi. Když se to Slavitěch dozvěděl, uprchl k moravskému knížeti Rostislavovi, kterého požádal o pomoc. Rostislav se vydal na tažení na území Srbů. Neustálé boje a Čestiborova oddanost východofranskému králi mezi Srby v roce 859 vyvolala povstání, během něhož knížete Čestibora zabili a proti králi Ludvíkovi se vzbouřili.